# بخش مرکزی شهرستان بندرعباس
بخش مرکزی، یکی از بخش‌های شهرستان بندرعباس در استان هرمزگان ایران است. مرکز این بخش، شهر بندرعباس است.

## تقسیمات کشوری
- بخش مرکزی شهرستان بندرعباس
  - دهستان ایسین
  - دهستان تازیان
  - دهستان گچین
  - دهستان سیاهو
  - دهستان سرخون

شهرها: بندرعباس و تازیان پایین

## جمعیت
بر پایه سرشماری عمومی نفوس و مسکن در سال ۱۳۹۵، جمعیت بخش مرکزی شهرستان بندرعباس برابر با ۶۱۴٬۵۹۹ نفر بوده است.